# Gregory Itzin
Gregory Itzin (Washington, 1948. április 20. – 2022. július 8.) amerikai színész, legismertebb szerepe a 24 Charles Loganje.

## Karrierje
Színészi tanulmányait az American Conservatory Theaterben végezte San Franciscóban. Pályája kezdetén sokszor szerepelt mellékszereplőként amerikai televíziós showkban. Később a népszerű 24-ben is szerepelt, amely eddigi legemlékezetesebb alakítása. Itt az alelnökből elnökké előlépő, kétes hírű Charles Logant alakítja. Itzin Emmy-díj jelölést kapott a szerepért. Szerepelt az Airplane! című filmben is egy kisebb mellékszerepben. A szupercsapatban (The A-Team) is vállalt szerepet.
Itzin karrierje tipikus színészkarrier, több sorozatban is játszott, például a Jóbarátokban, A helyszínelőkben, az NCIS-ben, vagy a Boston Legalben . 2003-ban szerepet kapott a DC 9/11: Time of Crisis-ben. Visszatérő szereplő a Star Trekben: a Star Trek: Enterprise-ban és többek között a Star Trek: Deep Space Nine-ban is játszott. Több szerepben is előfordul az ACME Comedy Theatre-ben a színházi társulat tagjaként.

## Magánélete
Itzin szüleivel nem sokkal születése után Wisconsinba költözött. Feleségével 1979 óta élt együtt, aki szintén színész. Két gyermekük született (Wilke és Julia).

## Filmográfia
- Egy úr az űrből (1979)
- Charlie angyalai (1979)
- Airplane! (1980)
- A legjobb bordélyház Texasban (1982)
- Airplane 2. – A folytatás (1982)
- Voyagers! (1982-1983)
- Szenvedélyes bolondság (1983)
- Dallas (1985)
- Santa Barbara (1985)
- Az ifjú farkasember (1985)
- Külvárosi Körzet (1985)
- Hotel (1985)
- A szupercsapat (1986)
- MacGyver (1986)
- Egy kórház magánélete (1986)
- Matlock (1987-1992)
- L. A. Law (1987-1994)
- Ufózsaru (1988)
- Azok a csodálatos Baker fiúk (1989)
- Drága papa (1989)
- Night Court (1989-1991)
- Empty Nest (1989-1992)
- Jake meg a dagi (1991)
- Szervusz, drágám, meghaltam (1991)
- Eerie, Indiana (1991-1992)
- Gyorsabb, mint a villám (1992)
- Bűnvadászok (1992)
- Quantum Leap – Az időutazó (1993)
- Mint az árnyék (1993)
- Star Trek: Deep Space Nine (1993-1998)
- Dave világa (1994)
- Kisvárosi rejtélyek (1994)
- Something Wilder (1994-1995)
- Én és a gorillám (1995)
- Gyilkos sorok (1995)
- Murder One (1995-1996)
- Vészhelyzet (1996)
- Chicago Hope kórház (1996)
- A hazugság ára (1996)
- Halálbiztos diagnózis (1996)
- Caroline New Yorkban (1996-1998)
- Hamis hangok (1997)
- A Kaméleon (1997)
- Millennium (1997)
- JAG – Becsületbeli ügyek (1997)
- Alvilági játszma (1997)
- Ügyvédek (1997-2003)
- Szeleburdi Susan (1998)
- Merénylet Lincoln ellen (1998)
- Félelem és reszketés Las Vegasban (1998)
- C-16: Szuperügynökök (1998)
- Sírig tartó barátság (1998)
- V.I.P. – Több, mint testőr (1999)
- Ötösfogat (1999)
- Vadászat az egyszarvúra (1999)
- A kiválasztott – Az amerikai látnok (1999)
- Családjogi esetek (2000)
- Négy vacsora (2000)
- Pszichozsaru (2000)
- Pénz, pénz, pénz (2000)
- Star Trek: Voyager (2000)
- Ez nem az FBI (2000)
- Strip Mall (2000-2001)
- Helyszínelők (2001)
- Evolúció (2001)
- Eredendő bűn (2001)
- Amynek ítélve (2001-2005)
- Élet vagy valami hasonló (2002)
- Az elnök emberei (2002)
- Minden jöhet (2002)
- Firefly - A szentjánosbogár (2002)
- Adaptáció (2002)
- New York rendőrei (2002)
- Jóbarátok (2002-2004)
- Star Trek: Enterprise (2002-2005)
- Nyomtalanul (2003)
- 9/11: A katasztrófa után (2003)
- NCIS (2003-2020)
- Rejtélyes vírusok nyomában (2004)
- A narancsvidék (2004)
- Nyughatatlan Jordan (2005)
- Jogi játszmák (2005)
- 24 (2005-2010)
- Tudom, ki ölt meg (2007)
- Médium (2008)
- Hannah Montana (2008)
- A mentalista (2008-2012)
- Törvénytisztelő polgár (2009)
- A hullagyártó (2009)
- Kettős ügynök (2010-2013)
- Hármastársak (2011)
- L.A., Gyűlöllek (2011)
- Született feleségek (2011)
- Testcsere (2011)
- A hatalom árnyékában (2011)
- Lincoln (2012)
- Egyszer volt, hol nem volt (2013)
- Hawaii Five-0 (2015)
- Vészhelyzet: Los Angeles (2018)
- A Rezidens (2019)

## Fordítás
Ez a szócikk részben vagy egészben  a   Gregory Itzin című angol Wikipédia-szócikk fordításán alapul.  Az eredeti cikk szerkesztőit annak laptörténete sorolja fel. Ez a jelzés csupán a megfogalmazás eredetét és a szerzői jogokat jelzi, nem szolgál a cikkben szereplő információk forrásmegjelöléseként.